# 米高梅
米高梅（英語：Metro-Goldwyn-Mayer Studios, Inc.，或），是一家成立於1924年的美国影視公司，總部位於加利福尼亚州比佛利山，主要從事劇情長片和電視節目的製作與發行。
米高梅係由美國影業大亨馬庫斯·洛伊將三家美國電影公司合併組建而成，這三家公司即大都會影業、高德溫影業和路易·B·梅耶影業。自成立以來，米高梅聘用了許多明星為旗下演員，打出“明星比天上更多”的口號，很快便發展為好莱坞五大電影公司之一，所拍攝的音樂片廣受歡迎，斬獲了多項奥斯卡奖。鼎盛時期，米高梅擁有獨立的攝影棚、外景拍攝場地、電影院線及播映設施。其最輝煌的時期始於1926年，止於1959年，在這兩個時間節點分別以電影《賓虛》及其同名翻拍版本為標誌性作品。之後米高梅將洛伊連鎖影院剝離，在1960年代擴大業務範圍，開始從事電視節目製作。1969年，美國富商柯克·科克萊恩收購了米高梅40%的股份，聘請了新的管理層，将公司每年的電影產量減至五部左右，同時擴大產業，成立米高梅國際酒店集團，並於1973年在拉斯维加斯谷成立了一家酒店暨賭博公司（後於1980年代被剝離）。1980年，米高梅收購聯美公司。1986年，科克萊恩將整個米高梅公司售予美國企業家泰德·透納，不久透納又將米高梅大部分資產回售給科克萊恩。1992年，科克萊恩再次將米高梅轉賣，但又在1996年將其第三次購入；接着他收購了獵戶座影業和塞繆戈溫電影公司，包括两家公司的電影庫存在內，進一步擴大了米高梅的規模。隨後在2004年，科克萊恩將米高梅售予索尼影視娛樂所屬的財團。
2010年，米高梅依據《美国破产法第十一章》申請破產保護和重組。重組完成後，公司所有權歸屬於債權人，並由望遠鏡娛樂公司的兩名前高管——加里·巴伯與羅傑·伯恩鮑姆，分任米高梅新控股公司的聯合董事長與聯合首席执行官。2020年，隨着巴伯的離職，米高梅開始寻求被另一家公司收購，以向債權人償還債務。
2021年5月26日，亞馬遜宣布將以84.5億美元的價格收購米高梅，但尚未確定交易日期。當前，米高梅仍在製作並發行劇情影片和電視劇。其主要電影作品包括廣受歡迎的《洛基》和《詹姆斯·邦德》系列，近期非常成功的電視劇作品則有《侍女的故事》系列。

## 發展歷史
1924年，美国電影院行業大亨馬庫斯·洛伊收購了大都會影業（英文：Metro Pictures）與高德溫影業（英文：Goldwyn Pictures），以確保他的大型連鎖洛氏影院擁有穩定的電影片源供給。由於馬庫斯·洛伊長期以來的得力助手尼古拉斯‧申克必須留在纽约的企業總部，監督旗下150所電影院的運營，因而此時需要一名新人員來管理這些剛起步的電影事務。1924年4月17日，馬庫斯·洛伊提出了解決方案，即收購路易·B·梅耶影業（英文：Louis B. Mayer Pictures）。該公司的創辦者路易·B·梅耶作為一名成功的製片人長達十幾年之久，在公司被洛氏企業收購以後，他被拔擢為洛氏企業的副總裁，以及加州好莱坞電影事務的主管。至此，洛伊收購的三家電影公司合為一體，成立米高梅公司（英文：Metro-Goldwyn-Mayer）。
經歷默片時代和第二次世界大戰，米高梅已成為好萊塢卓越的電影製作公司，生產了大量優質影片。公司在每週都會發行一部劇情長片，同時發行多部短片。然而，米高梅在1950至1960年代成為電影業混亂重建局勢中的犧牲者，財務產生虧損，其中的原因包括工作室負責人獨立出走後導致的權力移轉、製作人與代理人之間的法律糾紛以及派拉蒙影業的競爭等。
1980年代至21世纪，隨着美國電影業的全球化佈局，米高梅通过開拓海外市場而有了一段好光景。然而，許多競爭對手自1990年代以來陸續崛起，如皮克斯和梦工厂等，都抓住了新特效技術和動畫科技的商機，相比之下米高梅則缺乏創新和改變，21世紀之後鮮有賣座大片產出。
2005年2月11日，索尼影視娛樂背後的財團組建米高梅控股公司。同年4月8日，該控股公司以48億美元的價格，對米高梅進行了杠杆收购。
由於長期缺乏新的賣座電影，以及 DVD 光碟銷量下滑，米高梅在金融海嘯過後兩年的2010年出現嚴重財務危機，已無力償還巨額債務。2010年初，米高梅公開尋求買家收購，但卻乏人問津。在徵詢了一百多名債權人的意見後，米高梅依據《美国破产法第十一章》申請破產保護和重組，以擺脫40億美元的債務壓力。按照重組計劃，由另一家好萊塢電影製作商望遠鏡娛樂公司將旗下的兩家子公司與米高梅合併，組建新的米高梅控股公司。米高梅的所有債權人將總共獲得重組後的新公司95%的股權作為補償；望遠鏡娛樂將持有重組後的新公司剩餘5%的股權，並取得新公司的經營權。
2012年，在望遠鏡娛樂公司負責人暨米高梅新控股公司聯合董事長加里·巴伯的帶領下，米高梅參與電影《霍比特人》三部曲和《007：大破天幕杀机》的投資。在《霍比特人：意外旅程》全球收穫10.17億美元票房的基礎上，《霍比特人2：史矛革之战》又再次收穫全球9.25億美元票房，加上《007：大破天幕杀机》高達11.08億美元的票房收入，使得投資方美高梅成功擺脫債務危機，得以重振其電視和電影事業，但隨後米高梅因受索尼黑客门事件拖累，於2015年再度陷入危机。
2019年，因與索尼影業连续合作近五年的失败，米高梅宣布全面重组，而索尼影业持有的20%的股权则全部转予華納媒體。2019年初，米高梅宣布下一部007系列電影的發行商改为环球影业，标志着米高梅正式与索尼解约。
2020年12月，由於新冠肺炎疫情導致電影院大量關閉以及線上串流平台的興起，米高梅計劃出售電影工作室，聘請了金融服務公司摩根史坦利和獅樹顧問代理此事。2021年5月17日，跨國電子商務企業亞馬遜與米高梅就收購事宜進入談判階段。同年5月26日，亞馬遜正式宣布將以84.5億美元的價格收購米高梅，但仍須獲得監管部門的批准和完成部分交易條件。未來米高梅將作為亞馬遜旗下的品牌繼續運營，並協助運營亞馬遜工作室和 Amazon Prime Video。到翌年3月17日，亞馬遜宣布完成收購。

## 商標
米高梅的商標由高德溫影業的商標演变而来，是一頭正在嘶吼的狮子頭像。高德溫影業於1916年首次啟用該商標，後於1924年对商标进行调整修改，以供新成立的米高梅使用，但直到1928年8月才为商标加入嘶吼的音效。商标上的狮子头像被裝飾成彩帶状的電影胶卷所盤繞，头像上方的膠捲嵌有拉丁文格言“为艺术而艺术”（Ars Gratia Artis），头像下方則有戏剧面具和穗带。從1957年至今，商标上使用的一直是一頭名為“Leo”的獅子，是米高梅成立後使用的第七頭作為商標的獅子，也是使用時間最久的狮子形象。2021年3月8日，米高梅对原有商标进行品牌升级，狮子“Leo”则首次通过 CGI 技术呈现。

## 主要作品

### 1930年代
- 《怪胎》（1932年）
- 《叛艦喋血記》（1935年）
- 《雙城記》（1935年）
- 《歌舞大王齊格飛》（1936年）
- 《翠堤春曉（英语：The Great Waltz (1938 film)）》（1938年）
- 《亂世佳人》（1939年）
- 《萬世師表》（1939年）

### 1940年代
- 《猫和老鼠》（1940年）
- 《魂斷藍橋》（1940年）
- 《傲慢與偏見》（1940年）
- 《忠勇之家》（1942年）
- 《五號飛行員》（1943年）
- 《巴坦戰役》（1943年）
- 《月宮寶盒》（1943年）
- 《靈犬萊西》（1943年）
- 《玉女神駨》（1944年）
- 《煤氣燈下》（1944年）
- 《東京上空三十秒》（1944年）
- 《出水芙蓉1944》（1944年）
- 《葛雷的畫像》（1945年）
- 《菲律賓浴血戰》（1945年）
- 《郵差總按兩次鈴》（1946年）
- 《紐西蘭地震記》（1947年）
- 《花開蝶滿枝》（1948年）
- 《風流海盜》（1948年）
- 《三劍客》（1958年）
- 《錦城春色》（1949年）
- 《戰場》（1949年）
- 《小婦人》（1949年）
- 《巫山枉斷腸》（1949年）
- 《秘密花園》（1949年）

### 1950年代
- 《岳父大人》（1950年）
- 《所羅門王寶藏》（1950年）
- 《暴君焚城錄》（1951年）
- 《萬花嬉春》（1952年）
- 《古堡藏龍》（1952年）
- 《出水芙蓉1952》（1952年）
- 《劫後英雄傳》（1952年）
- 《美人如劍如虹》（1952年）
- 《原子彈轟炸廣島》（1952年）
- 《圓桌武士》（1953年）
- 《血泊飛車》（1953年）
- 《四海英雄傳》（1953年）
- 《七對佳偶》（1954年）
- 《學生王子》（1954年）
- 《魂斷巴黎》（1954年）
- 《我心深處》（1954年）
- 《慾海浮生》（1956年）
- 《寶雲尼車站》（1956年）
- 《碧血濺長空》（1957年）
- 《北西北》（1959年）
- 《相逢聖路易》（1959年）
- 《賓虛》（1959年）

### 1960年代
- 《西部開拓史》（1962年）
- 《第七號情報員》（1962年）
- 《第七號情報員續集》（1963年）
- 《鐵金剛大戰金手指》（1964年）
- 《齊瓦哥醫生》（1965年）
- 《異想天開大逃亡》（1966年）
- 《血染雪山堡》（1968年）
- 《2001年太空漫遊》（1968年）
- 《不列顛空戰》（1969年）

### 1970年代
- 《戰略大作戰》（1970年）
- 《龍虎大盜鬥千軍》（1971年）
- 《永远的胡波》 （1971年）
- 《上帝的憤怒》（1972年）
- 《騎劫地下鐵》（1974年）
- 《逃離地下天堂》（1976年）

### 1980年代
- 《八爪女》（1983年）
- 《粉紅豹之探長的詛咒》（1983年）

### 2010年代
- 《哈比人：意外旅程》（2012年）
- 《007：大破天幕杀机》（2012年）
- 《哈比人：荒谷惡龍》（2013年）
- 《机械战警 (2014年电影)》（2014年）
- 《哈比人：五軍之戰》（2014年）
- 《007：幽灵党》（2015年）
- 《我就要你好好的》（2016年）
- 《賓漢》（2016年）
- 《絕地7騎士》（2016年）
- 《古墓奇兵》（2018年）
- 《一个明星的诞生》（2018年）
- 《最终行动》（2018年）

## 與美高梅酒店的關係
所有美高梅酒店（MGM Hotel）與米高梅電影公司（Metro-Goldwyn-Mayer，MGM）均無任何直接關係。美高梅酒店為美高梅國際酒店集團旗下的娛樂場酒店，其始創人柯克·科克萊恩曾是米高梅電影公司的擁有者之一。

## 延伸阅读
- Altman, Diana. . Carol Publishing. 1992.
- Bart, Peter. . Morrow. 1990.
- Crowther, Bosley. . E. P. Dutton and Company. 1957.
- Dixon, Wheeler Winston. . New Brunswick, New Jersey: Rutgers University Press. 2012. ISBN 978-0-8135-5377-1.
- Eames, John Douglas. . Octopus. 1975.
- Vieira, Mark A. . Abrams. 2008.
- . Detroit: St. James Press. 1999. ISBN 9781558623675.
- Rudolph, Kalie. . Voces Novae: Chapman University Historical Review. June 28, 2011, 3 (1)  [May 12, 2017]. （原始内容存档于May 2, 2017） （英语）.

## 外部連結
- 官方网站
- 米高梅的Facebook專頁
- YouTube上的米高梅頻道
- 米高梅的Instagram帳戶
- 米高梅的X（前Twitter）